# Warrenita
Warrenita (Warren, 1957) es un género de foraminífero bentónico de la subfamilia Cuneatinae, de la familia Hormosinidae, de la superfamilia Hormosinoidea, del suborden Hormosinina y del orden Lituolida. Su especie tipo es Sulcophax palustris. Su rango cronoestratigráfico abarca el Holoceno.

## Discusión
Clasificaciones previas incluían Warrenita en el suborden Textulariina del orden Textulariida o en el orden Lituolida sin diferenciar el suborden Hormosinina.

## Distribución geográfica y hábitat
y distribución: Se encuentra en marismas salinas y polihalinas a menos de 2 m de profundidad, en el Holoceno; se ha encontrado en Luisiana y Georgia, EE. UU., incluyendo Sapelo Island.

## Clasificación
Warrenita incluye a las siguientes especies:
- Warrenita palustris